# Municipio de Ayotlán
El municipio de Ayotlán es un municipio situado en el estado mexicano de Jalisco. Según el censo de 2020, tiene una población de 41 552 habitantes.
Se localiza al este del estado, siendo su cabecera la ciudad homónima.

## Descripción geográfica
El municipio de Ayotlán se localiza en la región Ciénega del estado de Jalisco. Sus municipios colindantes son La Barca, Atotonilco el alto, Degollado, Jesús María y Arandas. Tiene una extensión territorial de 395.20 kilómetros cuadrados.
El territorio del municipio de Ayotlán limita al norte con Arandas; al sur con el estado de Michoacán; al este con Jesús María y Degollado, y al oeste con los municipios de Atotonilco el Alto y La Barca.

## Medio físico
El 48.6% del municipio tiene terrenos planos, 29% son terrenos de lomerío y 21% de zonas montañosas. La roca predominante es basalto (39%), rocas ígneas extrusivas básicas, de origen volcánico. El suelo predominante es el vertisol (52.7%), tienen estructura masiva y alto contenido de arcilla. Mientras que en la cobertura de suelo la agricultura (52.0%) es el uso de suelo dominante en el municipio; la selva y pastizal con el 25% y 16%. 

### Hidrografía
Los tipos de recursos hídricos del municipio están constituidos por aguas subterráneas, ríos y lagos. El territorio está ubicado dentro de 4 acuíferos de los cuales el 100.0 % no tienen disponibilidad y el 0.0% se encuentra con disponibilidad de agua subterránea. 
Pertenece a la cuenca Lerma-Chapala-Santiago y a la subcuenca Verde-Atotonilco-Turbio. Sus principales ríos son Huáscato y Ayo, los arroyos San Onofre, El Caracol, Aguacate, La Palma, La Sabinilla y El Pescador; está la presa Santa Rita y el canal de riego El Mezquite.

### Clima, temperatura y precipitación
La mayor parte del municipio de Ayotlán (99.2%) tiene clima semicálido semihúmedo. La temperatura media anual es de 18.7 °C, mientras que sus máximas y mínimas promedio oscilan entre 30.6 °C y 9.2 °C respectivamente. La precipitación media anual es de 876 mm. El promedio anual de días con heladas es de 2.5 °C Los vientos dominantes son en dirección al sureste casi todo el año, excepto abril y mayo que son en dirección al noreste.

### Flora y fauna
La flora está conformada por nopal, pitaya, roble, pino, palo dulce, mesquite guamúchil, tepame, huisache y copal. La ardilla, el conejo, el armadillo, el tejón, la liebre, el venado el coyote, el zorrillo serpientes y alacrán habitan esta región.

## Sequía
A nivel municipal la sequía extrema es la que tiene una mayor distribución con un 47.02%, después se encuentran la sequía excepcional, severa y moderada ubicadas en el 19, 17 y 11 por ciento respectivamente.

## Áreas naturales protegidas
Ayotlán cuenta con 0.8% de humedales sin la tipificación de áreas naturales protegidas.

## Demografía y localidades
El municipio de Ayotlán pertenece a la Región Ciénega, según el Censo de Población y Vivienda 2020, su población en ese año era de 41,552 personas; de las cuales el 49 por ciento eran hombres y 51 por ciento mujeres.  Comparando este volumen poblacional con el del año 2015 (37,963 habitantes), se observa que la población municipal aumentó un 9.45 por ciento en cinco años.

### Localidades
En 2020 Ayotlán contaba con 76 localidades, de éstas, 4 eran de dos viviendas y 10 de una. La localidad de Ayotlán era la más poblada, con 13,810 personas, que representaban el 33.2% de la población del municipio; le seguía La Ribera con el 21.4%, Betania con el 6.5%, Santa Rita con el 6.3% y La Concepción con el 4.6% del total municipal.
| Código INEGI      | Localidad         | Población (2020) |
| ----------------- | ----------------- | ---------------- |
| 140160001         | Ayotlán           | 13 810           |
| 140160072         | La Ribera         | 8 908            |
| 140160010         | Betania           | 2 690            |
| 140160089         | Santa Rita        | 2 608            |
| 140160020         | La Concepción     | 1 902            |
| 140160038         | La Isla           | 1 082            |
| Otras localidades | Otras localidades | 10 552           |
| Total municipal   | Total municipal   | 41 552           |

## Pobreza por carencia social
El acceso a la seguridad social la carecio un 79.9% de la población, el rezago educativo se ubicó en el 35.4%, acceso a servicios de salud tuvo carencia para el 27% de la población. Mientras que para le acceso a la alimentación, servicios básicos de la vivineda, así como calidad y espacio de la vivienda hubo menores porcentajes.

## Migración
El índice de intensidad migratoria se ubicó en 62.7 puntos con un grado de intensidad migratoria media.

## Infraestructura
El municipio cuenta con 16 servicios públicos, de los cuales destacan 79 escuelas, seguido de 29 templos e instalaciones deportivas o recreación con 17.

### Salud
De acuerdo con los registros de la secretaría de salud, en el municipio se encuentran 10 unidades de servicio de salud como lo son consultorios, hospitales generales y especializados, oficinas administrativas, farmacias, laboratorios, unidades de medicina familiar, de especialidades médicas y móviles. De las cuales 8 corresponden a la Secretaría de Salud (SSJ), 1 unidad de salud es del Instituto Mexicano del Seguro Social (IMSS) y 1 módulo del Instituto de Seguridad y Servicios Sociales para los Trabajadores del Estado (ISSSTE).

## Economía y empleo
Conforme a la información del Directorio Estadístico Nacional de Unidades Económicas (DENUE) de INEGI, el municipio de Ayotlán cuenta con 1,969 unidades económicas al mes de mayo de 2024 y su distribución por sectores revela un predominio de establecimientos dedicados a Comercio, siendo estos el 50.79% del total en el municipio.

### Empleo
Para junio de 2024 el IMSS reportó un total de 4,073 trabajadores asegurados, lo que representó para el municipio de Ayotlán un incremento anual de 151 trabajadores en comparación con el mismo mes de 2023, debido al alza del registro de empleo formal de algunos de sus grupos económicos principalmente el de Fabricación de alimentos. En función de los registros del IMSS el grupo económico que más empleos presentó dentro del municipio de Ayotlán fue el de Fabricación de alimentos, ya que en junio de 2024 registró un total de 2,381 trabajadores concentrando el 58.46% del total de asegurados en el municipio. El segundo grupo económico con más trabajadores asegurados fue el de Agricultura, que para junio de 2024 registró 585 trabajadores asegurados que representan el 14.36% del total de trabajadores asegurados a dicha fecha. La ganadería se encuentra en tercer lugar con el 4.2%

## índice de desarrollo municipal
Ayotlán obtiene un desarrollo institucional Medio con un IDM-I de 62.5.

## Promedio mensual de carpetas de investigación
Durante el periodo de junio de 2023 a mayo de 2024, se abrieron un total de 153 carpetas de investigación con un promedio mensual de 13 carpetas abiertas en donde el robo de vehículo automotor fue le delito más investigado.

## Política

### Representación legislativa
Para la elección de diputados locales al Congreso de Jalisco y de diputados federales a la Cámara de Diputados federal, el municipio de Ayotlán se encuentra integrado en los siguientes distritos electorales:
Local:
- Distrito electoral local de 15 de Jalisco con cabecera en La Barca.[7]

Federal:
- Distrito electoral federal 15 de Jalisco con cabecera en La Barca.[8]